# Catachlorops overali
Catachlorops overali är en tvåvingeart som beskrevs av David Fairchild och José Albertino Rafael 1985. Catachlorops overali ingår i släktet Catachlorops och familjen bromsar. Inga underarter finns listade i Catalogue of Life.